# پودولانه (استان پودلاسکی)
پودولانه (به لهستانی:  Podolany) یک روستا در لهستان است که در گمینا بیاووویژا واقع شده‌است. پودولانه ۱۲۰ نفر جمعیت دارد.